# Kalentarly
Kalentarly (azerbajdzjanska: Kələntərli) är en ort i Azerbajdzjan.   Den ligger i distriktet Bərdə Rayonu, i den centrala delen av landet, 240 km väster om huvudstaden Baku. Kalentarly ligger 105 meter över havet och antalet invånare är 1 757.
Terrängen runt Kalentarly är platt, och sluttar brant österut. Runt Kalentarly är det ganska tätbefolkat, med 129 invånare per kvadratkilometer.. Närmaste större samhälle är Barda, 5,2 km nordost om Kalentarly.
Trakten runt Kalentarly består till största delen av jordbruksmark.